# Raúl Ernesto Ochoa
Raúl Ernesto Ochoa (Cortaderas, 15 de marzo de 1946) es un político argentino del Partido Justicialista, que se desempeñó como senador nacional por la provincia de San Luis entre 2001 y 2005. Fue suspendido del cargo en mayo de 2005, luego de ser condenado por la justicia federal por votar dos veces en las elecciones legislativas de 2001, sin retornar a la cámara alta.

## Biografía
Nació en la localidad de Cortaderas (San Luis) en 1946. Se dedicó a la producción agrícola-ganadera, contando con un campo en la localidad de Tilisarao, en el noreste de San Luis. Solo posee educación primaria completa.
Miembro del Partido Justicialista (PJ), en el ámbito partidario fue elegido congresal provincial en 1985, hasta 1997, siendo desde 2000 vicepresidente segundo del PJ de San Luis.
Fue elegido a la Cámara de Diputados de la Provincia de San Luis por primera vez en 1987, siendo reelegido en 1991 (hasta 1995), regresando al legislativo en 1999, siempre elegido en representación del departamento Chacabuco. Entre 1995 y 1999 fue secretario legislativo y entre abril de 2000 y diciembre de 2001, se desempeñó como presidente de la cámara.

### Senador nacional
En las elecciones legislativas de 2001, fue elegido senador nacional por la provincia de San Luis, correspondiéndole un mandato de cuatro años hasta 2005. Fue presidente de la comisión de Recursos Hídricos; secretario en la comisión de Trabajo y Previsión Social y vocal en las comisiones de Agricultura, Ganadería y Pesca; de Industria y Comercio; de Infraestructura, Vivienda y Transporte; y de Educación, Cultura, Ciencia y Tecnología. En sus últimos meses, se apartó del bloque del Partido Justicialista, conformando el bloque Lealtad y Dignidad Justicialista junto con su comprovinciana Liliana Negre de Alonso y el riojano Eduardo Menem.
En abril de 2005, el tribunal oral federal de San Luis lo condenó a «dos años y diez meses de prisión en suspenso e inhabilitación especial de nueve años para ejercer cargos públicos», tras demostrarse que en las elecciones legislativas de 2001 (que lo llevaron al cargo de senador) había emitido su voto dos veces en dos localidades distintas, violando el Código Electoral Nacional. La primera de ellas fue en Tilisarao (donde tenía su residencia) con su documento de identidad y la segunda en Naschel con su libreta de enrolamiento, ambas situadas en el departamento Chacabuco de la provincia de San Luis.
A raíz de dicha sentencia, el Senado comenzó a tratar su expulsión de la cámara, presentándose proyectos al respecto. Finalmente, el 11 de mayo, la cámara decidió suspenderlo del cargo «sin goce de haberes» hasta la definición de su causa judicial. Su mandato finalizó formalmente en diciembre de 2005, sin una sentencia definitiva, no volviéndose a tratar el asunto en el Senado. La sentencia fue posteriormente anulada por Cámara de Casación de Mendoza, aunque volvió a ser condenado por un tribunal en 2007.